# Jay Sebring
Thomas John Kummer (Birmingham, Alabama, 10 oktober 1933 – Los Angeles, Californië, 9 augustus 1969), beter bekend als Jay Sebring, was een Amerikaans haarstylist.

## Carrière
Hij had zijn eigen bedrijf Sebring International en had een kapsalon in Los Angeles en later ook in San Francisco. Hij was invloedrijk omdat hij de techniek om het haar eerst te wassen, met een schaar te knippen in plaats van een tondeuse en haardrogers te gebruiken populair maakte in de Verenigde Staten. Mensen die zich vaak door Sebring lieten knippen, waren onder meer Frank Sinatra, Steve McQueen, Sammy Davis jr., Paul Newman en Bobby Darin. Ook verzorgde hij, op verzoek van Kirk Douglas, de kapsels op de set van de film Spartacus. Het kapsel van The Doors zanger Jim Morrison werd door Sebring ontworpen.
Daarnaast heeft hij geholpen de carrière van Bruce Lee op de kaart te zetten, door hem te introduceren aan producent Bill Dozier. Ook had Sebring een cameo in de tv serie Batman.

## Overlijden
Sebring was goed bevriend met actrice Sharon Tate (tevens zijn ex-vriendin) en haar man regisseur Roman Polanski. Sebring bezocht regelmatig het huis van Tate, zo ook toen op de nacht van 8 op 9 augustus 1969 volgelingen van Charles Manson binnendrongen. Sebring werd samen met Tate, schrijver Wojciech Frykowski, diens vriendin Abigail Folger en een omstander, Steven Parent, vermoord.